# Slag bij Zallaqa
De Slag bij Zallaqa was een veldslag tijdens de Reconquista tussen de Almoraviden onder leiding van Yusuf ibn Tashfin en koning Alfons VI van Castilië en León bij de plaats Zallaqa (Sagrajas) in Badajoz (Extremadura, Zuid-Spanje) op 23 oktober 1086.

## Geschiedenis
Het kalifaat Al-Andalus (Andalusië) was in kleine taifas (stadstaatjes) uiteengevallen, een aantal koningen van deze taifas verzochten de Almoraviden om hulp tegen Alfons VI. Yusuf ibn Tashfin ging in op dit verzoek en stak de Straat van Gibraltar over met een leger van 7000 man, waaronder ruiters en olifanten.
Terwijl hij door Andalusië optrok, groeide het leger met troepen uit verschillende taifas aan. Met dit leger bevocht Yusuf ibn tashfin het leger van Alfons VI. Tashfin had een leger van ongeveer 15.000 man op de been gebracht. Alfons had 2500 manschappen bijeengebracht, onder wie 1500 ruiters en 750 ridders.
Het Castiliaanse leger viel als eerste aan. Yusuf ibn Tashfin had zijn leger in drie delen verdeeld. Een eerste leger hield stand tegen de Castiliaanse aanval. De tweede groep wachtte af tot in de namiddag waarna ze zich eveneens in de strijd mengden en zo het Castiliaanse leger omsingelden. Na de aanval van de tweede divisie begon de organisatie van het Spaanse leger ineen te vallen. Ten slotte kwam de derde divisie langs de achterkant van het leger van Alfons VI.
De veldslag werd een verpletterende overwinning voor de Almoraviden. Alfons VI wist volgens de overlevering met slechts 500 ruiters te ontsnappen, de koning werd verwond aan een been waardoor hij de rest van zijn leven mank zou lopen.
Tot slot omdat Yusuf terug moest naar Noord-Afrika door de dood van een troonopvolger, vond geen vervolg plaats van de strijd. De strategische stad Toledo bleef in handen van Alfons. Er ontstond een patstelling die enkele generaties zou duren.